# 科特布斯 (密蘇里州)
科特布斯（英語：Cottbus）是位於美國密蘇里州豪厄爾縣的非建制地區。

## 歷史
科特布斯的郵局於1880年設立，其後於1914年停運。

## 地理
科特布斯所處的海拔為高於海平面326米（即1070英呎），而該地所採用的時區為UTC-6，即北美中部時區（CST）。同時該地設有夏令時間，為UTC-6調快一小時，即UTC-5（CDT）。